# Niphona dessumi
Niphona dessumi là một loài bọ cánh cứng trong họ Cerambycidae.